# Софія Лі
Софія Лі (…) — китайсько-американська журналістка, режисерка та екоактивістка, яка проживає в Брукліні та на півніочі штату Нью-Йорка (США).

## Життєпис
Народилася в Міннесоті, США. Два роки дитинства провела в провінції Шаньдун у Китаї, потім повернулася до Міннесоти перед вступом до дошкільного навчального закладу. У 2013 році закінчила Університет Співдружності Вірджинії Commonwealth, здобувши освітній ступінь бакалавра мистецтв на факультеті дизайну одягу та мерчандайзингу.

## Діяльність
Софія Лі чотири роки працювала редакторкою розважальних медіа у Vogue до 2017 року, після чого стала фрилансеркою. Також стала співзасновницею телевізійне шоу про зміну клімату під назвою «Все вищезгадане» («англ. All of the Above») із Селін Семаан Вернон, яке транслюється на Youtube та вебсайті шоу. Активістки познайомилися на події HER, де Лі була співведучою з Баббою Рівейрою та Семааном як гостем. У той же час Лі також запросили стати членкинею правління «Slow Factory Foundation», засновником якого став Семаан. Лі крім того була членкинею «Slow Factory» та стала членкинею правління «Better Shelter».
Лі також стала ведучою подкасту «Climate talks» на Meta Platforms.

## Відзнаки
Центр охорони здоров'я та глобального навколишнього середовища Гарвардської медичної школи у партнерстві з «Pique Action» назвали Софію Лі одним із 16-ти людей, які впливають на прийняття рішень щодо глобального потепління, яких слід відзначити в 2022 році.